# Andraegoidus rufipes
Andraegoidus rufipes är en skalbaggsart. Andraegoidus rufipes ingår i släktet Andraegoidus och familjen långhorningar.

## Underarter
Arten delas in i följande underarter:
- A. r. rufipes
- A. r. fabricii
- A. r. zonatus
- A. r. fulvipennis
- A. r. richteri